# Тенгиз Абуладзе
Тенгиз Абуладзе (на грузински: თენგიზ აბულაძე) е съветски грузински режисьор.
Той е най-известен със своята трилогия, включваща филмите „Молба“ (1968), „Дървото на желанията“ (1977) и „Покаяние“ (1984).

## Биография
Абуладзе е роден в Кутаиси на 31 януари 1924 година (според други източници – на 1 януари ). Завършва театрална режисура в Театралния институт „Шота Руставели“ в Тбилиси (1946). Дипломира се (1953) по „Кинорежисура“ във Всесъюзния държавен институт по кинематография в Москва под ръководството на Сергей Юткевич.
Работи в киностудия „Грузияфилм“. Първият му филм „Лурджа на Магдана“ (1955), който режисира заедно с Ревиз Чхеидзе, печели през 1956 година наградата за най-добър художествен късометражен филм на Кинофестивала в Кан. Филмът „Покаяние“ получава през 1987 година Голямата награда на същия фестивал.
Тенгиз Абуладзе умира в Тбилиси през 1994 г.

## Филмография
- „Лурджа на Магдана“ („მაგდანას ლურჯა“, 1955; с Ревиз Чхеидзе)
- „Чужди деца“ („სხვისი შვილები“, 1958)
- „Аз, баба, Илико и Иларион“ („მე, ბებია, ილიკო და ილარიონი“, 1963)
- „Молба“ („ვედრება“, 1968)
- „Огърлица за моята любима“ („საყვარლის სამკაული“, 1971)
- „Дървото на желанията“ („ნატვრის ხე“, 1977)
- „Покаяние“ („მონანიება“, 1984)